# 그리고리 페트롭스키
그리고리 이바노비치 페트롭스키(러시아어: Григо́рий Ива́нович Петро́вский, 우크라이나어: Григорій Іванович Петровський 흐리호리 이바노비치 페트로우스키[*], 1878년 2월 3일 ~ 1958년 1월 9일)는 러시아 제국과 소비에트 사회주의 공화국 연방의 정치인이다. 소련 정권 시절에는 외교관도 겸직하였다.

## 주요 이력
그는 1917년 당시 게오르기 리보프가 러시아 제국 총리로 재임하던 시절 그의 비서관(러시아 제국 총리 국가지방자치행정특보비서관)으로 직위 활동하다가 볼셰비키 세력이 러시아 제국을 전복시킨 후 볼셰비키에 간접 투항을 하였다. 이후 우크라이나 소비에트 사회주의 공화국 국가수반을 거쳐 소련 공산당 정치국 중앙위원을 지냈다.